# NY Большой Медведицы
NY Большой Медведицы (лат. NY Ursae Majoris), HD 100215 — двойная звезда в созвездии Большой Медведицы на расстоянии приблизительно 372 световых лет (около 114 парсеков) от Солнца. Видимая звёздная величина звезды — от +8,02m до +7,95m.

## Характеристики
Первый компонент — жёлто-белая переменная звезда типа Гаммы Золотой Рыбы (GDOR) спектрального класса F1V или A5. Эффективная температура — около 7000 К.
Второй компонент — жёлтый карлик спектрального класса G0:V.